# Klaus Deventer

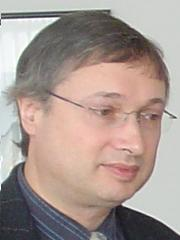
Klaus Deventer (2004)

Klaus Deventer (* 10. Mai 1958) ist ein Internationaler Schiedsrichter, deutscher Schachspieler und Jurist.
Deventer war Beauftragter für Rechtsfragen der Deutschen Schachjugend. Von 2003 bis 2015 war er Referent für Leistungssport und von 2015 bis 2019 Vizepräsident Sport des Deutschen Schachbundes. Seit dem außerordentlichen Bundeskongress am 30. Dezember 2017 in Kassel war er zusätzlich Stellvertreter des Präsidenten.
Beim 27. Bundeskongress  am 1. Juni 2019 in Magdeburg wurde er nach einer Kontroverse zunächst im dritten Wahlgang in seinem Amt als Vizepräsident Sport bestätigt. Der vorangegangene Wahlgang war dabei vom Wahlleiter aufgrund einer überzähligen Stimme für ungültig erklärt worden. Auch als Stellvertreter des Präsidenten wurde er wiedergewählt.
Das Bundesschiedsgericht revidierte am 29. Juni 2019 die Entscheidung des Wahlleiters auf Antrag der unterlegenen Gegenkandidatin Olga Birkholz und erklärte den zweiten Wahlgang für gültig, sodass er aus dem Amt ausschied.
Für seine Tätigkeit wurde er 2012 mit der Goldenen Ehrennadel des Deutschen Schachbundes ausgezeichnet.
Im Jahr 1997 wurde ihm von der FIDE der Titel eines Internationalen Schiedsrichters verliehen. Zu Deventers bekanntesten Einsätzen als Schachschiedsrichter zählen das Amt als stellvertretender Hauptschiedsrichter der Schacholympiade 2008 und als Hauptschiedsrichter beim Kandidatenturnier Berlin 2018. In der Zeitschrift JugendSchach betreut er die „Regelecke“, in der er Leserfragen zu den Schachregeln aus seiner eigenen Sicht erläutert.
Deventer war Vorsitzender einer Berufungskammer beim Landesarbeitsgericht in Hamm; seit 2024 ist er im Ruhestand.